# The Key
| Оценки критиков      | Оценки критиков |
| Источник             | Оценка          |
| -------------------- | --------------- |
| AllMusic             | [ 1 ]           |
| Chicago Tribune      | (favorable)     |
| Entertainment Weekly | A               |

The Key — восьмой студийный альбом американского кантри-певца Винса Гилла, изданный 11 августа 1998 года.
В записи приняли участие певицы Патти Лавлесс, Сара Линн Эванс, Элисон Краусс, Ли Энн Вомак, Фэйт Хилл и другие. Альбом получи платиновый статус в США и золотой в Канаде.

## История
Альбом получил положительные отзывы музыкальной критики и интернет-изданий (Chicago Tribune, Entertainment Weekly).

## Список композиций
Автор всех песен (кроме оговоренных) Винс Гилл.
- 1 «Don't Come Cryin' to Me» (Gill, Reed Nielsen) — 3:06
  - 1 при участии Dawn Sears
- 2 «If You Ever Have Forever in Mind» (Gill, Troy Seals) — 4:38
- 3 «I Never Really Knew You» — 2:14
  - 3 при участии Сары Линн Эванс
- 4 «Kindly Keep It Country» — 3:09
  -     - при участии Ли Энн Вомак
- 5 «All Those Years» — 3:57
- 6 «I’ll Take Texas» — 2:05
- 7 «My Kind of Woman/My Kind of Man» — 3:53
  - 7 дуэт с Патти Лавлесс
- 8 «There’s Not Much Love Here Anymore» — 3:28
- 9 «Let Her In» — 3:03
- 10 «The Hills of Caroline» — 4:44
  - 10 при участии Элисон Краусс
- 11 «Live to Tell It All» (Gill, Sonya Isaacs) — 3:36
- 12 «What They All Call Love» — 3:20
  - 12 при участии Фэйт Хилл
- 13 «The Key to Life» — 4:02

## Чарты
| Чарт (1998)                       | Высшая позиция |
| --------------------------------- | -------------- |
| U.S. Billboard Top Country Albums | 1              |
| U.S. Billboard 200                | 11             |
| Canadian RPM Country Albums       | 2              |
| Canadian RPM Top Albums           | 25             |